# MTV Europe Music Awards de 2010
O MTV Europe Music Awards de 2010 aconteceu em Madri, na Espanha, em 7 de novembro de 2010, na Caja Mágica. Foi a segunda vez que a Espanha recebeu o evento, depois de a edição de 2002 ter acontecido em Barcelona.
Em uma edição com 13 categorias, foram as cantoras americanas Katy Perry e Lady Gaga que lideraram as indicações, com cinco cada, sendo que em qautro delas competiram uma com a outra. A grande vencedora da noite foi Lady Gaga, que levou 3 prémios para casa.
Os nomeados foram anunciados em 20 de setembro de 2010 e um então novato Justin Bieber foi o Anfitrião Digital deste ano.

## Categorias
Os vencedores estão assinalados a negrito.

### Melhor Videoclipe
- Katy Perry feat. Snoop Dogg - California Gurls
- Lady Gaga & Beyoncé - Telephone
- 30 Seconds To Mars - Kings and Queens
- Eminem & Rihanna - Love The Way You Lie
- Plan B - Prayin

### Melhor Música
- Katy Perry feat. Snoop Dogg - California Gurls
- Eminem & Rihanna - Love The Way You Lie
- Lady Gaga - Bad Romance
- Usher & will.i.am - OMG
- Rihanna - Rude Boy

### Melhor Artista Masculino
- Eminem
- Enrique Iglesias
- Justin Bieber
- Kanye West
- Usher

### Melhor Artista Feminina
- Katy Perry
- Lady Gaga
- Miley Cyrus
- Rihanna
- Shakira

### Melhor Artista "ao vivo"
- Bon Jovi
- Kings Of Leon
- Muse
- Lady Gaga
- Linkin Park

### Melhor Artista Pop
- Katy Perry
- Lady Gaga
- Miley Cyrus
- Rihanna
- Usher

### Artista Revelação
- B.o.B
- Jason Derülo
- Justin Bieber
- Kesha
- Plan B

### Melhor Artista HipHop
- Eminem
- Kanye West
- Lil Wayne
- Snoop Dogg
- T.I.

### Melhor Grupo Rock
- Kings Of Leon
- Ozzy Osbourne
- Linkin Park
- Muse
- 30 Seconds To Mars

### Melhor Grupo Alternativo
- Paramore
- Gorillaz
- Arcade Fire
- Gossip
- Vampire Weekend

### Melhor Artista Push
- Alexandra Burke
- B.o.B
- The Drums
- Hurts
- Jason Derülo
- Justin Bieber
- Kesha
- Mike Posner
- Professor Green
- Selena Gomez & The Scene

### Melhor Concerto World Stage
- Green Day
- Muse
- Katy Perry
- Gorillaz
- 30 Seconds To Mars
- Tokio Hotel

### Melhor Artista Europeu
- Afromental
- Dima Bilan
- Enrique Iglesias
- Inna
- Marco Mengoni

### Best Portuguese Act
- Deolinda
- Diabo na Cruz
- Nu Soul Family
- Legendary Tiger Man
- Orelha Negra

## Apresentadora Principal
- Eva Longoria

## Actuações
- Shakira & Dizzee Rascal - Loca / Waka Waka (This Time For Africa)
- Kings Of Leon - Radioactive
- Rihanna - Only Girl (In the World)
- Katy Perry - Firework
- Kid Rock - Rock Free Like
- Linkin Park - Waiting for the End
- Miley Cyrus - Who Owns My Heart
- Plan B - She Said
- B.o.B & Hayley Williams - Airplanes
- Kesha - Tik Tok
- 30 Seconds To Mars & Kanye West - Hurricane & Closer to the Edge
- Bon Jovi - It's My Life

## Apresentadores
- Bam Margera & Jackass
- Dizzee Rascal
- The Dudesons
- Emily Osment
- Evan Rachel Wood
- Johnny Knoxville
- David Bisbal
- Kelly Brook
- Pauly D
- Slash
- Snooki
- Taylor Momsen
- Miley Cyrus
- Katy Perry
- Eva Longoria

## Prêmio Global Icon
- Bon Jovi

Apresentado pela Eva Longoria

## Prêmio Free Your Mind
- Shakira

Apresentado pelos 30 Seconds To Mars

## Anfitriões Digitais
- Justin Bieber
- Tim Kash
- Alice Levine